# Inre Gurkasjön
Inre Gurkasjön är en sjö i Lycksele kommun i Lappland och ingår i Umeälvens huvudavrinningsområde. Sjön har en area på 1,98 kvadratkilometer och ligger 294 meter över havet. Sjön avvattnas av vattendraget Mösupbäcken.

## Delavrinningsområde
Inre Gurkasjön ingår i det delavrinningsområde (720747-161734) som SMHI kallar för Utloppet av Inre Gurkasjön. Medelhöjden är 306 meter över havet och ytan är 8,33 kvadratkilometer. Det finns ett avrinningsområde uppströms, och räknas det in blir den ackumulerade arean 24,68 kvadratkilometer. Mösupbäcken som avvattnar avrinningsområdet har biflödesordning 4, vilket innebär att vattnet flödar genom totalt 4 vattendrag innan det når havet efter 216 kilometer. Avrinningsområdet består mestadels av skog (63 procent). Avrinningsområdet har 1,99 kvadratkilometer vattenytor vilket ger det en sjöprocent på 23,8 procent.